# Elena et les Hommes
 (décembre 2019).
Si vous disposez d'ouvrages ou d'articles de référence ou si vous connaissez des sites web de qualité traitant du thème abordé ici, merci de compléter l'article en donnant les références utiles à sa vérifiabilité et en les liant à la section « Notes et références ».
Pour plus de détails, voir Fiche technique et Distribution.
Elena et les Hommes est un film franco-italien réalisé par Jean Renoir en 1955, sorti en 1956.
« Elena, c'est Vénus », Jean Renoir résume ainsi ce personnage dont le film retrace les amours dans le Paris des débuts de la Belle Époque. Elena est persuadée qu'elle est faite pour aider les hommes de ses rencontres à accomplir leur destinée.

## Synopsis
À Paris vers la fin des années 1880, l'extravagante et désargentée Elena Sorokovska est une jolie femme, veuve  en exil d'un prince polonais, qui s'intéresse uniquement aux hommes dont elle pense pouvoir assurer la réussite : son talisman est une marguerite. Terriblement séduisante, elle s'enthousiasme aussi vite qu'elle se lasse pour les êtres et les causes qu'elle croit nobles. Ainsi, après avoir été l'égérie et l'inspiratrice de Lionel, un jeune compositeur dont elle a favorisé le succès, elle s’en détache ayant rempli sa mission puisque l’opéra de ce dernier va être joué à la Scala de Milan. 
L'homme suivant qui apparaît dans la vie de la princesse est le richissime industriel, roi de la chaussure : Martin-Michaud. Elle accepte sa demande en mariage, s’il l’accompagne à la revue du Quatorze juillet. Dans la cohue populaire, qui acclame un certain Rollan, elle perd son prétendant et s’accroche au bras d’un aimable compagnon de hasard, le comte Henri de Chevincourt, un aristocrate oisif et charmeur, qui la persuade de rencontrer son ami, le général Rollan que tout Paris acclame. Tandis qu’Elena remet sa marguerite comme porte bonheur à Rollan, celui-ci apprend que le gouvernement de la République lui propose le portefeuille du Ministère de la Guerre. Il accepte et doit prendre congé d’Elena à cause de l’arrivée provocatrice de sa maîtresse officielle, Paulette Escoffier. Durant le bal populaire nocturne, l’enthousiasme pour le général est à son comble et Chevincourt cherche à flirter avec Elena qui, un peu saoule mais encore lucide, profite d’une bousculade pour se sauver.
Les jours suivants, à la suite d'une erreur de pilotage, une montgolfière d’observation militaire française atterrit de l’autre côté de la frontière belligérante, en Allemagne. L’officier français Vidauban et son héroïque aérostier sont incarcérés. Les responsabilités ne sont pas les mêmes de part et d’autre de la frontière. Le Petit Journal titre : « On parle de Mobilisation ». C’est un scandale dans le pays : « Libérez Vidauban » crie la foule. L’heure est grave, les militants du parti radical d’opposition, dont Rollan est membre, réclament l’arrivée d’un chef autoritaire au pouvoir pour restaurer l’Ordre et la Morale, en voulant porter le général à la présidence de la république. Pour cela, et par intérêt, ils décident de se servir de la princesse et le seul homme qui peut la convaincre c’est Chevincourt. Elena se trouve à Villers-sur-Marne pour préparer le repas de ses fiançailles avec Martin-Michaud mais aussi celles d’Eugène Martin-Michaud, le dauphin du roi du cuir, avec Denise Gaudin, la dauphine du roi du caoutchouc, pour la naissance d’un futur empire industriel qui révolutionnera la fabrication de la chaussure.
Chevincourt se rend à Villers auprès de la princesse pour lui demander de convaincre Rollan de prendre le pouvoir et de sauver le pays. Elena, prenant très au sérieux cette nouvelle « mission », abandonne son projet de mariage avec Martin-Michaud et, en tête à tête galant avec Rollan, use de son influence, pour lui conseiller que seul un ultimatum peut libérer Vidauban et pour le forcer à passer à l'action : ce qu'il fait en la couvrant de ses baisers assidus. Chevincourt, jaloux, s'apercevant qu'il est tombé amoureux d'Elena, interrompt ce rendez-vous en provoquant en duel Rollan. Le combat est suspendu par l’arrivée de Paulette Escoffier annonçant à Rollan qu’il est convoqué d’urgence, à Paris, pour un conseil des ministres. La princesse est convaincue de l’efficacité de sa marguerite.
À la Chambre des députés, Rollan pose un ultimatum aux allemands. Le prisonnier est remis en liberté. L'enthousiasme de la foule est à son comble lorsque Rollan apparaît la marguerite à la boutonnière du haut du balcon pour recevoir les félicitations méritées. Pour fêter la victoire de Rollan, Chevincourt propose à Elena de dîner ensemble. Elle accepte. Elena voudrait bien à présent aider Chevincourt pour satisfaire son idéal. Quel est-il ? Celui de ne rien faire ! La paresse universelle pour les pauvres comme pour les riches ! Elle le traite de rêveur, ne le prenant pas au sérieux.
Devant les mouvements de foule qui risquent de dégénérer en désordre, Rollan, qui refuse de sortir de la légalité, accepte sur proposition du gouvernement de démissionner de sa fonction. Il est envoyé en disgrâce politique, dans une garnison à Bourbon-Salins où, satisfaite de la situation, Paulette Escoffier lui promet de le rejoindre.
Dans ce petit bourg perdu, beaucoup de monde arrive dans l'accueillante « maison » de Rosa la Rose. Les amis politiques du général, certains de sa victoire aux élections, avec leur allié monsieur Gaudin, un habitué du lieu, préparent un nouveau rendez-vous secret entre Rollan et la princesse dont dépendra tout l'avenir du pays. Elena arrive avec la famille Martin-Michaud. La « maison » affiche complet ! De son côté, Chevincourt est là aussi mais, indésirable chez Rosa, il est hébergé dans un campement de bohémiens où se cache Paulette Escoffier, la maîtresse du général. Les intrigues de l’entourage de Rollan et l’approche des élections obligent le gouvernement à mettre le général aux arrêts de rigueur durant 30 jours pour prévenir toute action politique. Une marguerite est discrètement remise au général Rollan qui, à la vue du talisman, répond à l’appel en sautant le mur de la caserne comme un simple troufion.
Dans l'intimité de chez Rosa, Rollan déclare sa flamme à Elena en lui avouant que s’il est devenu un héros national c’est malgré lui et seulement par amour pour elle et qu’il ne désire le pouvoir que pour rester avec elle. Elena est déçue par son attitude qui ne correspond pas à la cause qu’elle souhaiterait qu’il défende dignement. Elle ne veut plus l’influencer et c’est à lui seul de prendre ses décisions.
Le résultat des élections est favorable au général qui apparaît au balcon de la « maison » sous les acclamations de la foule grossissante. Mais comment sortir de ce lieu encerclé par la police ? Chevincourt a la solution : s'il a réussi à rentrer dans la maison de Rosa, déguisé en bohémien, le général pourra de la même manière en sortir incognito. Elena, de nouveau, doit intervenir pour que les deux hommes acceptent d’échanger leurs vêtements et pour favoriser la fuite de Rollan ; c’est Chevincourt, en tenue de général, qui doit apparaître au balcon pour calmer la foule. Le cœur brisé Rollan fait ses adieux à Elena qui rejoint Chevincourt. La ruse fonctionne si bien que Rollan est récupéré par une charrette bohémienne où l’attend Paulette Escoffier.
Dehors, prenant conscience de sa situation de dupe et dégoûté par le jeu de ses amis qui voulaient se servir de lui, Rollan, se sentant libre, abandonne la politique et s'enfuit avec sa maîtresse. Pour eux, la vraie vie va commencer.
Dedans, le jeu de la sincérité l'emporte : Elena finit par tomber dans les bras de Chevincourt et sans autre raison cette fois qu'un véritable amour. La comédie est terminée !

## Fiche technique
- Titre : Elena et les Hommes
- Titre italien : Eliana e gli uomini
- Réalisation : Jean Renoir, assisté de Serge Vallin, Serge Witta
- Scénario et dialogues : Jean Renoir
- Adaptation : Jean Renoir et Jean Serge
- Décors : Jean André, assisté d'Olivier Girard et Jacques Saulnier
- Costumes : Rosine Delamare et Monique Plotin
- Photographie : Claude Renoir
- Musique : Joseph Kosma
- Chansons : Léo Marjane chante Méfiez-vous de Paris, paroles de Jean Renoir et musique de Joseph Kosma ; Juliette Gréco chante O nuit
- Son : William-Robert Sivel
- Montage : Borys Lewin
- Maquillage : Jean Paul Ulysse
- Coiffures : Alex Archambault
- Photographe de plateau : Emmanuel Lowenthal
- Scripte : Ginette Doynel
- Production : Henry Deutschmeister, Joseph Bercholz
- Directeur de production : Louis Wipf
- Sociétés de production : Franco-London-Film, Les Films Gibé (Paris), Electra-Compagna-Cinématografica (Rome)
- Distribution : Cinédis
- Pays d'origine :  France,  Italie
- Tournage : du 1er décembre 1955 au 17 mars 1956 à Paris
- Studios : Studios Franstudio Saint-Maurice et Joinville ; extérieurs dans le parc d'Ermenonville et dans le bois de Saint-Cloud
- Format : Couleur par Technicolor - 35 mm - 1,37:1 - Mono
- Genre : Comédie historique
- Durée : 95 minutes
- Dates de sortie :
  - 12 septembre 1956, France
  - 31 décembre 1956, Italie
- Affiches : Macario Gómez Quibus (Espagne), René Ferracci, René Péron (France)

## Distribution
- Ingrid Bergman : Elena Sorokowska
- Jean Marais : le général François Rollan
- Mel Ferrer (VF : Jacques Charon) : le comte Henri de Chevincourt
- Élina Labourdette : Paulette Escoffier
- Jean Richard : Hector Chagnol, l'ordonnance de Rollan
- Magali Noël : Lolotte, la soubrette
- Pierre Bertin : M. Martin-Michaud
- Jacques Jouanneau : Eugène Martin-Michaud, fils du roi de la chaussure
- Frédéric Duvallès : M. Gaudin , le roi du caoutchouc
- Michelle Nadal : Denise Gaudin, la fille du roi du caoutchouc
- Renaud Mary : Fleury, un conjuré
- Jacques Morel : Duchêne, un conjuré
- Albert Rémy : Buchez, un conjuré
- Jacques Hilling : Lisbonne, un conjuré
- Jean Castanier : Isnard, un conjuré
- Mirko Ellis : Marbeau, un opposant à Rollan
- Olga Valery : la baronne Olga
- Gaston Modot : Romani, le chef bohémien
- Juliette Gréco : Miarka, la bohémienne
- Léo Marjane : la chanteuse des rues
- Dora Doll : Rosa la Rose, la tenancière de maison close
- Jean Claudio : Lionel Villaret, le compositeur
- Claire Gérard : la promeneuse
- Gregori Chmara : le serviteur d'Elena
- Léon Larive : Sylvestre, le valet d'Henri
- Paul Demange : le spectateur au périscope
- Jim Gérald : le bistrot
- Robert Le Béal : le chirurgien
- Francine Bergé : une soubrette chez Rosa la Rose
- Gérard Buhr : un soldat
- Paul Préboist : le palefrenier
- Hubert de Lapparent : un policier en civil
- Palmyre Levasseur : la vendeuse de journaux
- Robert Mercier : le barman
- Jean Ozenne : le représentant du gouvernement
- Simone Sylvestre : une amie d'Henri
- Charles Dollfus : aérostier 1
- René Bernard : aérostier 2
- Jean-Claude Brialy (rôle coupé au montage)
- Georges Hubert
- Rodolfo Lodi (it)
- René Berthier
- Jaque-Catelain
- Albert Duvaleix
- Sandra Milo
- Yves Thomas
- Robert Vidalin
- Yvonne Dany
- Louisette Rousseau
- Liliane Ernout
- Carine Jansen
- Aram Stephan
- Lyne Carrel
- Pierre Duverger
- Les petits Zavatta
- Le débuché de Paris[1] : les joueurs de cor
- Les chanteuses du Lapin à Gil

## Autour du film
Après Le Carrosse d'or (1952) rendant un hommage à la Commedia dell'arte, et French Cancan (1954) au café-concert (le Moulin Rouge à Montmartre), Jean Renoir dit dans son interview à la télévision en 1962 qu'avec Elena et les Hommes, son troisième et dernier volet de sa trilogie sur le monde du spectacle, il avait voulu que son film soit une réflexion sur le théâtre des apparences : « Où commence la comédie ? Où finit la vie ? ». Sa motivation première avait été d’essayer de faire jouer Ingrid Bergman dans des scènes comiques sur une représentation artificielle et caricaturale des jeux de l’amour et de la politique, en évoquant la vie du fameux et très populaire général Boulanger qui, dans les années 1880, après avoir été ministre de la Guerre, avait failli mettre en péril la Troisième République française. Ce général incarnait les espoirs des royalistes et des bonapartistes, qui rêvaient de rendre son prestige à la France après la défaite contre la Prusse en 1870. Au sommet de sa popularité, ses partisans le pressèrent de prendre le pouvoir en renversant le gouvernement par un Coup d’État. Mais le courage lui manqua, il renonça à marcher sur le Palais de l’Élysée et dut s’enfuir en Belgique avec sa maîtresse. Condamné par contumace pour trahison, il se suicida sur la tombe de celle-ci, emportée par la maladie. Au dernier moment, Renoir avait dû modifier le scénario de son film, par crainte de vexer les descendants de Boulanger, à cause du traitement burlesque de leur ancêtre. Dans le générique de son film, il est écrit clairement : « Le scénario et les personnages de ce film sont purement imaginaires et les évènements représentés ne sauraient être considérés comme mettant en cause des personnes ayant existé. L’intrigue étant de pure fantaisie, les auteurs n’ont entendu faire aucun rapprochement avec quelque évènement que ce soit. »
Réalisé parallèlement au film de René Clair, Les Grandes Manœuvres (1955), qui évoquait la même période, avec le couple Michèle Morgan et Gérard Philipe, Elena et les hommes qualifié de « fantaisie musicale » par son auteur, était devenu une parabole ironique et joyeuse sur la vanité du pouvoir qui, tout en s'inspirant un peu du général Boulanger, transformé en général Rollan, tournant le dos à toute vérité historique : « La seule raison d’être de Elena, c’est la femme, expliqua Renoir, et c’est la femme représentée par Ingrid Bergman. Autour de cela, j’ai construit une satire, je me suis amusé avec des histoires politiques, des histoires de généraux. J’ai essayé de montrer la fluidité des entreprises humaines, y compris l’entreprise qu’on appelle le patriotisme, puis de m’amuser avec des idées sérieuses de nos jours. »
Le film est une splendeur visuelle de tous les instants retranscrivant bien cette imagerie des débuts de La Belle Époque. L'emploi de la couleur fait référence aux impressionnistes et l’on pense bien évidemment à Auguste Renoir. La première demi-heure est époustouflante par la mise en scène bouillonnante durant le défilé et le bal de 14 juillet, avec le rythme fantastique du déplacement de la foule, la beauté des costumes (Ingrid Bergman change de robes plus affriolantes les unes que les autres quasiment toutes les scènes) servent merveilleusement l’imaginaire poétique de Renoir.
Mais l'intrigue du film s’épuise petit à petit, à cause d’un défaut de maîtrise du scénario du seul Renoir. L’histoire ne tient pas et l’on finit par se lasser des aventures de la belle Elena. Malgré les prestiges du réalisateur et celui de la distribution, Jean Marais ne garda pas un excellent souvenir de cette collaboration. Ce qui intéressait Jean Renoir en premier lieu, c’était le personnage d’Elena incarné par Ingrid Bergman, laissant un peu les autres acteurs, dont Jean Marais, en roue libre. « En fait, ce film n'a pas été son meilleur film. je pensais que Renoir allait m'indiquer des choses sur le plateau, mais il ne l'a jamais fait ! ». Marais, après son succès personnel dans Le Comte de Monte Cristo (1954), se sortira admirablement bien de son rôle, mais aurait sans doute préféré être plus ou mieux dirigé. Il entra avec élégance et humour dans ce pastiche, composant un général de fantaisie qui ne savait plus trop s’il devait s’engager sur la voie de la politique ou sur celle de l’amour, ratant l’une et l’autre.
L'autre lieu clé du film est le château de Martin-Michaud, dont les décors et une bonne partie de la mise en scène font délibérément écho à La Règle du jeu (1939). On y retrouve la même cuisine filmée en profondeur, le vaste escalier d’honneur, les poursuites effrénées dans un dédale de couloirs, le marivaudage du triangle amoureux entre « Lolotte » admirablement jouée par Magali Noël, et ses deux prétendants, Jean Richard et Jacques Jouanneau qui se cachent derrière des sofas, utilisant le quiproquo et le comique de situation pour le grand plaisir visuel des spectateurs.
Bien que décrié par une partie de la critique qui n'y vit « qu’un embrouillamini qui peut faire passer une soirée agréable à condition d’aller au cinéma pour ça », le film de Renoir sut séduire plus de deux millions de spectateurs.
Box-Office France 1956 – Elena et les hommes : 2,11 millions d'entrées
Autres sources,,

## Appréciation critique
« La première demi-heure du film est « éblouissante ». Ce mot trop galvaudé correspond pour une fois à la réalité. Car nous sommes réellement éblouis par ce pétillement, ce jaillissement d'images qui se font et se défont devant nos yeux comme les gerbes et les bouquets d'un feu d'artifice. Éblouis, et saoulés, et rompus de plaisir, pareils à cette foule en liesse d'un Quatorze Juillet d'autrefois au milieu de laquelle Renoir nous a précipités. Comme dans Le Carrosse d'or (auquel Elena et les Hommes ressemble en plus d'un point), Jean Renoir donne libre cours durant cette première demi-heure à son extraordinaire talent de manieur de foules, de coloriste, de créateur de poésie visuelle, bref de « metteur en scène ».[…]
Admirable et merveilleuse Ingrid Bergman, qui est exactement ce que les autres ne sont pas, ou si mal, ou si peu ; je veux dire : une femme. Une vraie. Ensorcelante Elena... Le film de Jean Renoir est remarquablement interprété. Jean Marais en uniforme, Mel Ferrer en civil, se disputent le cœur de la belle. Pierre Bertin, Jean Richard, Jacques Jouanneau, nous font rire, et bien rire. Magali Noël, Dora Doll, Élina Labourdette, nous aguichent ou nous charment. »

— Jean de Baroncelli